# 생전예수재
생전예수재(生前豫修齋)는 불교의 의식 중 하나로 살아 있는 동안(生前), 미리 닦는(豫修), 천도재(齋) 또는 49재라는 뜻이다. 천도재가 망자를 위해 살아있는 사람들이 올려주는 수동적 성격을 갖는 다면, 생전예수재는 살아있는 사람 스스로가 자신을 위해 직접 올려주는 적극적 성격을 갖는 천도재이다. 전생의 업장을 소멸시켜주어, 현생을 편안하게 해준다고도 한다.
수륙재, 영산재와 더불어 우리나라 불교 3대 재회(齋會)의 하나다. 윤달이 드는 해에 사찰에서 지낸다.
예수재(預修齋), 시왕생칠재(十王生七齋), 예수시왕재(預修十王齋), 생전시왕재(生前十王齋), 생전발원재(生前發源齋), 생재(生齋), 생칠재(生七齋), 예수대례(預修大禮), 예수무차회(預修無遮會)등의 여러 이름으로 불린다.

## 서울특별시 무형문화재 제52호
2019년 4월 25일 서울특별시의 무형문화재 제52호로 지정되었다.

### 지정 사유
<생전예수재>는 조선시대부터 우리 민족의 전통과 풍속으로 정착하였고, 서울의 대표적인 윤달 풍속이었다. 홍석모의 동국세시기(東國歲時記)에 의하면, "윤달 풍속에 장안의 여인들이 줄지어 사찰에 찾아가 돈을 시주하는데 이 공덕으로 극락왕생한다고 믿는다." 하였다. 동국세시기의 내용은 서울지역 사찰에서 행해진 생전예수재를 직접 목격하고 기록한 것으로 보인다.
유교문화가 지배하던 조선시대에도 도성 주변의 사찰들은 불교의례의 명맥을 계승시켜왔다. 서울지역 사찰들은 이러한 역사적, 문화적 토대를 지속적으로 발전시켜 생전예수재의 명맥을 유지하며 우리 전통문화의 세시풍속으로 자리매김하는데 기여하였다.
서울의 예수재는 의범에 맞도록 입재로부터 6재를 마치고 7재 때 본 예수재를 지냄으로써 전통적인 예수재의 원형을 그대로 유지하고 있으며 서울에서 행하던 대표적인 무형유산이라는 점에서 서울특별시무형문화재로 보전해야 할 가치가 충분하다.
서울의 <생전예수재>는 단체를 통해 전승되는 무형유산이라는 점에서 보유자 없는 단체 종목으로 지정하고자 한다.

## 생전예수재보존회
2019년 10월 10일 보유단체로 "사단법인 생전예수재보존회"가 인정 고시되었다.
| 구분                  | 성명 (생년월일)                            | 성별 | 기예능            | 주소                 | 인정·해제일자   | 비고 |
| --------------------- | ------------------------------------------ | ---- | ----------------- | -------------------- | --------------- | ---- |
| 무형문화재(예능/단체) | 사단법인 생전예수재보존회 (2017.6.24 설립) |      | 제52호 생전예수재 | 서울 강남구 봉은사로 | 2019.10.10 인정 |      |

### 인정 사유
<생전예수재>는 조선시대부터 우리 민족의 전통과 풍속으로 정착하였고, 서울의 대표적인 윤달 풍속이었다. 홍석모의 동국세시기(東國歲時記) 에 의하면, "윤달 풍속에 장안의 여인들이 줄지어 사찰에 찾아가 시주하는데 이 공덕으로 극락왕생한다고 믿는다." 하였다. 동국세시기의 내용은 서울지역 사찰에서 행해진 생전예수재를 직접 목격하고 기록한 것으로 보인다.
유교문화가 지배하던 조선시대에도 도성 주변의 사찰들은 불교의례의 명맥을 계승시켜왔으며 서울지역 사찰들은 이러한 역사적, 문화적 토대를 지속적으로 발전시켜 생전예수재의 명맥을 유지하며 우리 전통문화의 세시풍속으로 자리매김하는데 기여하였다.
강남구 소재 '사단법인 생전예수재보존회'는 2017년 6월 24일 설립된 단체로서 생전예수재를 전형대로 전승하려는 노력을 보이고 있다. 이 단체는 1997년 설립되어 다양한 불교 의례를 집전해오던 '불교어산작법학교'를 중심으로 오랜 기간 수련해온 스님들을 중심으로 구성되어 있다.
이 단체의 그동안 활동을 살펴볼 때 불교의 공동체 집단에서 문화적 정체성을 확립시켜 주는데 기여하고 있음이 확인된다.
사단법인 생전예수재보존회에서 집전하는 생전예수재는 의범에 맞도록 입재로부터 6재를 마치고 7재 때 본재를 지냄으로써 전통적인 예수재의 원형을 그대로 유지하고 있다.
또한 이들은 전수받은 내용을 단순하게 반복하는 수준에서 벗어나 학문적으로 연구하는 태도를 가지고 수시로 연구발표하고 토론하는 기회를 갖기도 하였다. 이러한 전승자세는 단순한 답습이 아니라 창의적 전승의 가능성을 열어두는 사례라고 판단된다.
서울의 <생전예수재>는 단체를 통해 전승되는 무형유산이라는 점에서 보유자 없는 단체 종목으로 지정하였으며 전문가 조사결과를 토대로 사단법인 생전예수재보존회를 서울특별시무형문화재 제52호 생전예수재 예능보유단체로 인정하고자 한다.

## 참고 문헌
- 생전예수재 - 국가유산청 국가유산포털